# Overformynderiet
Overformynderiet var en offentlig institution, som eksisterede fra 1869 til 1982. Institutionens opgaver blev i tidens løb ændret flere gange via den danske lovgivning. 
Overformynderiets opgave var blandt andet at bestyre umyndige og bortblevne personers formue.

## Adresser
Overformynderiet har haft flere adresser i København. 1894-1937 lå det i Stormgade 18, i en bygning tegnet af H.J. Holm og opført i 1893-94. 1937-1982 lå det i en funktionalistisk ejendom med Frits Schlegel som arkitekt på adressen Holmens Kanal 20.
Siden 1937 har bygningen i Stormgade 18 haft flere funktioner. Ejendommen er blevet anvendt til kommunale kontorer, særligt med funktioner inden for børne- og familieforhold, bl.a. Pædagogisk psykologisk Rådgivning. Fra februar 2020 huser bygningen Københavns Museum.

## Historie
I 1982 blev forvaltningen af umyndige personers formue overladt til dertil godkendte pengeinstitutter. Institutionens øvrige opgaver blev overført til Familieretsdirektoratet (i dag Familiestyrelsen), og Overformynderiet blev nedlagt. Dens gamle bygning på Holmens Kanal i København anvendes i dag af både Klima-, Energi- og Forsyningsministeriet og Beskæftigelsesministeriet, selvom Overformynderiets store navneskilt dog stadig hænger over indgangen.